# Politika (Aristoteles)

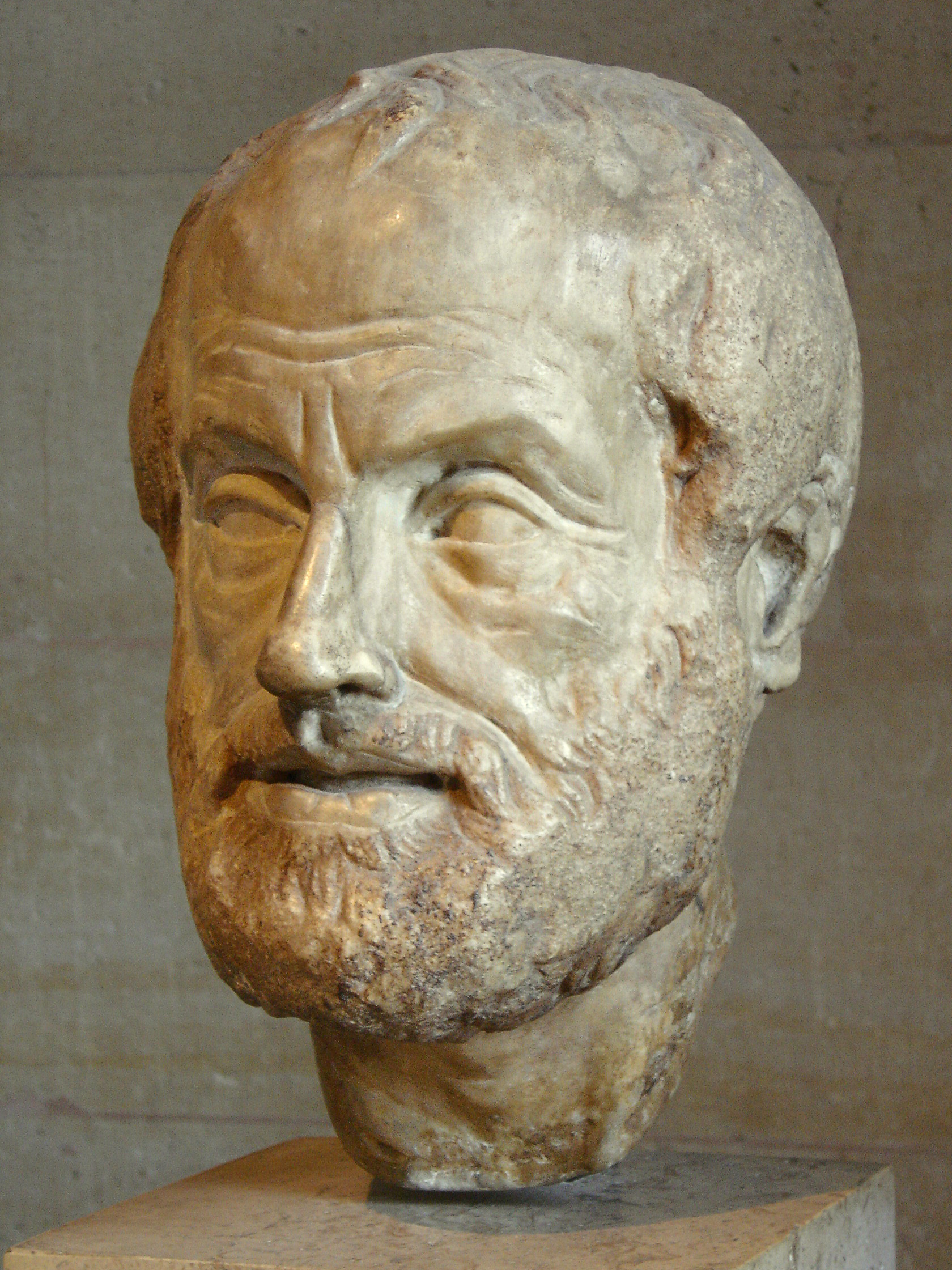
Aristoteles

Politika (Oudgrieks: Πολιτικά) is een werk van Aristoteles en tweede deel van een tweeluik. Het eerste deel is getiteld Ethika (over ethiek) en beide geschriften hebben hetzelfde thema: Aristoteles noemt dit zelf soms de filosofie van menselijke zaken, maar vaker politieke of sociale wetenschappen. Voordat hij dit werk schreef, bestudeerde hij de staatsinrichting of constitutie van meer dan 150 steden in het oude Griekenland. Politika is afgeleid van het Griekse woord polis (πόλις: stad-staat).

## Classificatie van staatsvormen
In Boek 2, hoofdstuk 6 tot 7, poneert Aristoteles een beroemde classificatie van zes typen van regeringsvormen. Hij verdeelt deze in goede en corrupte (of slechte) regeringsvormen enerzijds en het aantal regeerders die het wetgevend orgaan vormen anderzijds. In het laatste geval gaat het over één, een beperkt aantal en velen. De goede regeringsvormen die hij onderscheidt zijn de monarchie, de aristocratie en de constitutionele democratie, de corrupte regeringsvormen zijn tirannie, oligarchie en volksdemocratie (of: volksbestuur). Goede regeringsvormen regeren in het algemeen belang terwijl corrupte regeringsvormen slechts regeren in het belang van degenen die regeren. Overigens bestaat er een misverstand over deze classificatie. Corrupte of slechte regeringsvormen zijn slechts doorgeschoten vormen van de goede, waarin het belang van allen niet meer gediend wordt en het belang van enkelen centraal komt te staan.

## Overzicht van hoofdstukken

### Boek I
- Oorsprong van de staat
- Slavernij
- Staatshuishoudkunde en -economie
- Natuurlijke en onnatuurlijke manieren om goederen te verkrijgen

### Boek II
- Kritiek op Plato's Politeia en andere voorgestelde en bestaande constituties

### Boek III
- Wie is een burger?
- Classificatie van constituties
- Juiste verdeling van politieke macht
- Verschillende types van monarchie

### Boek IV
- Doelstellingen van een politieke theorie
- Waarom zijn er verschillende typen constituties?
- Typen van democratie
- Typen van oligarchie
- Constitutionele democratie als de optimale regeringsvorm
- Regeringsambten

### Boek V
- Constitutionele verandering
- Revoluties in diverse types van regeringsvormen en manieren om regeringsvormen te behouden
- Instabiliteit van de tirannie

### Boek VI
- Democratische regeringsvormen
- Oligarchische regeringsvormen

### Boek VII
- De beste staat en het goede leven
- De ideale staat: zijn bevolking, territorium, positie e.d.
- Burgers binnen de ideale staat
- Huwelijk en kinderen

### Boek VIII
- Onderwijs in de ideale staat

## Nederlandse vertaling
- Politica (= Aristoteles in Nederlandse vertaling, nr. 5), vertaald door Jan-Maarten Bremer en Ton Kessels, 2012, ISBN 9789065540041